# Concurrence

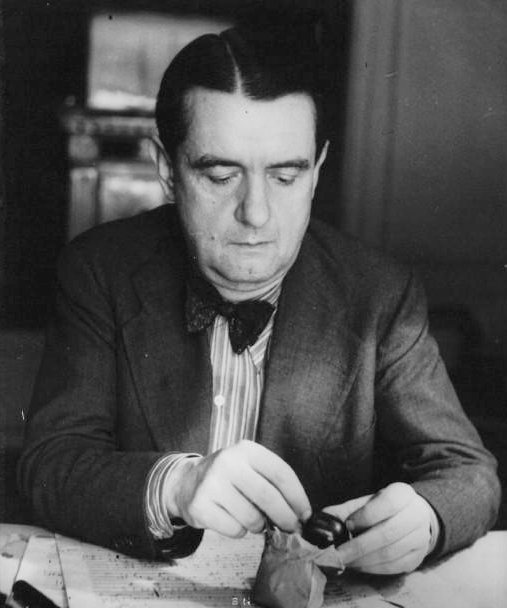
Georges Auric

Concurrence är en balett med musik av Georges Auric och koreografi av George Balanchine. André Derain stod för scenografi och balettkostymer.
Concurrence hade urpremiär på Ballets Russes i Monte Carlo den 12 april 1932. Huvudrollerna dansades då av Tamara Toumanova, Irina Baronova och Leon Woizikowskij.
Baletten handlar om två skräddare vars rivalitet får oanade konsekvenser.